# حرف إبداعية في 5 دقائق
حرف إبداعية في 5 دقائق (بالإنجليزية: 5-Minute Crafts) هي قناة يوتيوب تتخذ من قبرص مقراً لها وهي من نوع افعلها بنفسك تملكها ذا سول ببلشينغ ومقرها في ليماسول في قبرص رغم أن مؤسس هذه الشركة روسي. شعار القناة هو مصباح أصفر على خلفية زرقاء. ذكرت هذه الشركة أنها توظف 550 شخصًا يعملون على قنوات يوتيوب المختلفة وصفحات فيسبوك وصفحات إنستغرام، بما في ذلك الحرف اليدوية لمدة 5 دقائق. القناة الآن تحت شبكة القنوات المتعددة فريديراتور. واعتبارًا من أبريل 2019، تلقت القناة أكثر من 19 مليار مشاهدة فيديو وتصنف في المرتبة السابعة الأكثر اشتراكًا على المنصة مع أكثر من 70 مليون مشترك.

## الوصف والشكل
يحتوي محتوى القناة إلى حد كبير على مقاطع فيديو متعلقة بالمشغولات اليدوية واللايف هاك المصممة بتنسيقات افعلها بنفسك والكيفية. وصف جوشوا كوهين من تيوبفيلتر القناة بأنها «صديقة طفولية لمقاطع الفيديو افعلها بنفسك.» تستخدم مقاطع فيديو القناة أسلوبًا شائعًا في سلسلة الويب تايستي التابعة لبزفيد حيث توجه الكاميرا مباشرة لأسفل على طاولة، بأسلوب نقطة الرؤية، مع ظهور الأدوات في اليد.

## التاريخ والنمو
تأسست الشركة من قبل بافيل رادييف ومارات موخاميتوف وهما ثنائي روسي مقيم معروفان لخلفياتهما في محتوى وسائل التواصل الاجتماعي وصناعة AdMe.ru وBrightSide.me. صرح الناشر أنه ينتج 1500 مقطع فيديو شهريًا ويعمل فيه 550 شخصًا يعملون على قنوات يوتيوب وصفحات فيسبوك المختلفة.
تم تسجيل حرف إبداعية في 5 دقائق على يوتيوب في 15 نوفمبر 2016. وقد نشرت أول فيديو للقناة بعنوان «5 اختراقات أساسية افعلها بنفسك تحتاج إلى معرفتها» (بالإنجليزية: 5 essential DIY hacks that you need to know) في اليوم التالي.
في العام 2017، زاد عدد المشتركين في القناة ومشاهدات الفيديو بسرعة. وفي مقال نشرته شركة الوسائط Mic في يونيو 2017، لاحظت الشركة أن حرف إبداعية في 5 دقائق جمعت أكثر من 4 ملايين مشترك. بحلول شهر نوفمبر، كتب موقع فوكس أن حرف إبداعية في 5 دقائق كانت قناة «ناجحة إلى حد كبير»، مشيرًا إلى ما يزيد عن 10 مليارات مشاهدة للفيديو وتصنيفها على أنها القناة الخامسة الأكثر اشتراكًا على يوتيوب مع ما يقرب من 40 مليون مشترك في ذلك الوقت. سلطت تقارير وتحليلات البيانات الإحصائية المنشورة في عام 2018 الضوء على نوع افعلها بنفسك، وخصوصًا تزايد شعبية حرف إبداعية في 5 دقائق على يوتيوب خلال العام. كتبت شركة تحليل البيانات تيوبولار إنسايتس أن «مقاطع الفيديو حول الحرف اليدوية والتصميم الداخلي والديكور ومشاريع افعلها بنفسك والمزيد من المقاطع عن كيفية جعل منزلك جميل هي بعض مقاطع الفيديو الأكثر مشاهدة على كل يوتيوب في الربع الثاني [من 2018].» أضافت الشركة «إن حرف إبداعية في 5 دقائق على وجه الخصوص برزت بين المبدعين الآخرين حيث جمعت نسبة جيدة من المشاهدات على تلك المنصة.» وخلال أسبوع واحد في ديسمبر 2018، تلقت القناة أكثر من 238 مليون مشاهدة فيديو.
بعد أن حصلت على أكثر من 50 مليون مشترك بحلول مارس 2019، لاحظت وسائل الإعلام مكانة حرف إبداعية في 5 دقائق باعتبارها ثالث أكثر القنوات اشتراكًا وراء بيو دي باي وتي سيريز.

## وصلات خارجية
- القناة الرسمية بالعربية